# Kallithéa (ort i Grekland, Epirus, Thesprotia)
Kallithéa är en ort i Grekland.   Den ligger i prefekturen Thesprotia och regionen Epirus, i den nordvästra delen av landet, 300 km nordväst om huvudstaden Aten. Kallithéa ligger 310 meter över havet och antalet invånare är 137.
Terrängen runt Kallithéa är kuperad söderut, men norrut är den bergig. Runt Kallithéa är det mycket glesbefolkat, med 6 invånare per kvadratkilometer. Närmaste större samhälle är Filiátes, 19,3 km sydväst om Kallithéa. 